# Börsensegment
Ein Börsensegment ist ein Teilmarkt der Wertpapierbörse, in welchem die gehandelten Wertpapiere bestimmte Zulassungs- und Publizitätsvoraussetzungen oder Folgepflichten zu erfüllen haben.

## Allgemeines
Mit der zunehmenden Vielfalt und Anzahl der an Börsen gehandelten Wertpapiere sinkt für die Börsenteilnehmer die Markttransparenz. Deshalb sind international die Börsen dazu übergegangen, durch Segmentierung nach bestimmten Sachgebieten die gehandelten Wertpapiere in Börsenteilmärkte aufzuteilen. Innerhalb der verschiedenen Börsenteilmärkte bestehen jedoch dieselben Börsenusancen und -regeln. 
Unabhängig von bestehenden Börsensegmenten achtet eine Handelsüberwachungsstelle darauf, dass die Börsenmakler, Skontroführer und Spezialisten sich an die Regelwerke der einzelnen Börsensegmente halten. Über die Einhaltung gesetzlicher Vorschriften wacht außerdem die Bundesanstalt für Finanzdienstleistungsaufsicht (BaFin).

## Geschichte
Als erstes Börsensegment gilt der im Juli 1884 an der New York Stock Exchange von Charles Dow eingerichtete „Dow Jones Average“, dem Vorgänger des heutigen Dow Jones Industrial Average. Er bestand aus ursprünglich 11 Aktiengesellschaften, darunter 9 Eisenbahngesellschaften, einer Dampfschifffahrts- und einer Geldtransfergesellschaft. Hauptzweck war allerdings die Ermittlung eines Börsenkursdurchschnitts mit Hilfe eines Aktienindex, doch war hiermit gleichzeitig eine Segmentierung verbunden. Die im Februar 1971 gegründete NASDAQ veranlasste ab Januar 1985 die Veröffentlichung des NASDAQ-100, einem Aktienindex von 100 Nichtbanken mit der höchsten Marktkapitalisierung.
Im Mai 1987 wurde an den deutschen Börsen der geregelte Markt als Alternative zum amtlichen Markt eingerichtet. Der geregelte Markt löste wiederum im Mai 1988 den geregelten Freiverkehr ab. Seit Juli 1988 gibt es den wichtigsten deutschen Aktienindex DAX, der die 30 größten und umsatzstärksten börsennotierten Unternehmen erfasst. Im Januar 1996 entstand mit dem MDAX ein 50 Unternehmen umfassender Aktienindex. Das Börsensegment Neuer Markt (NM) wurde am 10. März 1997 für Wachstumsunternehmen der New Economy gegründet und am 5. Juni 2003 von der Deutsche Börse AG geschlossen. Nach anfänglicher Börseneuphorie ist der Schließung ein Vertrauensverlust in dieses Börsensegment vorausgegangen, der durch falsche Ad hoc-Mitteilungen und teilweise verbotene Insiderkäufe ausgelöst wurde. In der Zwischenzeit entstand im Juni 1999 der SDAX für 50 kleinere Unternehmen, so genannte Small Caps. Es folgte im Juli 1999 der Nemax50, der wegen Insidergeschäften und Bilanzfälschungen in Verruf geriet und deshalb im März 2003 vom TecDAX abgelöst wurde. Die Aktien dieser Börsensegmente wurden in die im November 2007 neu eingeführten Segmente Prime Standard (DAX, MDAX, TecDAX und SDAX) und General Standard (kleine und mittlere Unternehmen) überführt.

## Arten
Börsensegmente können nach rechtlichen oder sachlichen Gesichtspunkten gebildet werden.  
- Rechtlich: Allgemein ist in allen EU-Mitgliedstaaten seit November 2007 zwischen dem „regulierten Markt“ (englisch regulated market) und dem „börsenregulierten Markt“ (englisch regulated unofficial market) zu unterscheiden. Während der „regulierte Markt“ von der Europäischen Union überwacht wird, erfolgt die Regulierung des „börsenregulierten Markts“ durch die jeweilige Börse selbst. Die bisherigen deutschen Börsensegmente „amtlicher Markt“ und „geregelter Markt“ wurden im November 2007 in den „regulierten Markt“ überführt. Er stellt an der Frankfurter Wertpapierbörse mit den Segmenten General Standard und Prime Standard aufbauende Handelssegmente mit höheren Transparenzstandards dar. Das Segment „börsenregulierter Markt“ ist an der Frankfurter Börse der Freiverkehr (englisch open market), seit Oktober 2005 Open Market genannt. Im Open market existieren derzeit die Unterbereiche Quotation Board (ehemals Second Quotation), Basic Board und Scale. Der Bereich First Quotation wurde im Juni 2012 nach einigen Skandalen (Marktmanipulation, Kapitalanlagebetrug) wieder abgeschafft.[3] Scale ist mit seinen relativ geringen Anforderungen und Folgepflichten besonders für kleinere Unternehmen geeignet, die neu an die Börse möchten.

Nach § 42 BörsG kann die Börsenordnung für Teilbereiche des regulierten Marktes ergänzend zu den vom Unternehmen einzureichenden Unterlagen zusätzliche Voraussetzungen für die Zulassung von Aktien oder Aktien vertretenden Zertifikate und weitere Unterrichtungspflichten des Emittenten auf Grund der Zulassung von Aktien oder Aktien vertretenden Zertifikate zum Schutz des Publikums oder für einen ordnungsgemäßen Börsenhandel vorsehen. Die Zulassungspflichten zum regulierten Markt ergeben sich aus § 32 BörsG.
- Sachlich: Börsensegmente können auch nach Wertpapierart gegliedert sein (Aktien, Investmentzertifikate, Anleihen), nach dem Kriterium der Betriebsgröße (DAX, SDAX) oder nach Wirtschaftszweigen (Industrie-, Handels- oder Dienstleistungswerte). Ferner kann an der Börse danach unterschieden werden, ob es sich um die Erstplatzierung von Wertpapieren handelt (Primärmarkt) oder ob sich die Wertpapiere bereits in Umlauf befinden (Sekundärmarkt).

Werden die Börsensegmente nach rechtlichen Kriterien gebildet, so erfordert die Präsenz eines Unternehmens in einem bestimmten Börsensegment die Erfüllung der dort normierten Kriterien. Der Wechsel eines Unternehmens von einem rechtlichen Segment zu einem anderen ist möglich, wenn es die rechtlichen Anforderungen dieses Segments erfüllt. Am einfachsten ist das Downlisting vom regulierten in den börsenregulierten Markt möglich, weil Letzterer geringere Zulassungs- und Publizitätsvoraussetzungen und Folgepflichten vorsieht.

## Zugehörigkeit zu einem Börsensegment
Die Zugehörigkeit zu einem Börsensegment ist für den Emittenten der Wertpapiere mit bestimmten Zulassungskriterien und Verpflichtungen verbunden. Diese betreffen vor allem Publizitätsvorschriften (Ad-hoc-Publizität, Finanzberichte, Quartalsberichte), unter Umständen auch die Unternehmensgröße sowie die Mindesthöhe von Streubesitz und Marktkapitalisierung. An welcher Börse und in welchem Börsensegment eine Emission stattfindet, kann das Unternehmen frei entscheiden. Dabei hat es die höheren Kosten, die sich aus strengeren Publizitäts- und Folgepflichten ergeben, zu berücksichtigen.
Solche regulierten Börsensegmente dienen der Qualitätssicherung im Börsenhandel. Anleger können sich darauf verlassen, dass der Handel mit den Wertpapieren eines bestimmten Segments und ggf. auch die Finanzberichte des Emittenten bestimmten Qualitätsansprüchen genügen. Über die betriebswirtschaftliche Qualität eines Unternehmens und dessen Zukunftsaussichten sagt die Zugehörigkeit zu einem Börsensegment jedoch nichts aus.
Die Zulassungskriterien der privatrechtlichen Börsensegmente sind umstritten. Viele Unternehmen verabschiedeten sich enttäuscht aus dem Frankfurter Small-Cap-Segment SMAX, weil sie in ihrer Zugehörigkeit kein angemessenes Kosten-Nutzen-Verhältnis mehr sahen. Vor allem die dort vorgeschriebene Kursbetreuung (Designated Sponsoring) erwies sich als relativ teuer. Auch der SMAX wurde daraufhin im Juni 2003 eingestellt.

## Abgrenzung verschiedener Börsensegmente
Einzelne Börsensegmente können klar voneinander abgegrenzt sein, zum Beispiel das Derivate-Segment EUWAX und das Anleihen-Segment Bond-X in Stuttgart. Die Segmente können sich aber auch überlappen, zum Beispiel das börsenübergreifende, öffentlich-rechtliche Segment geregelter Markt und das Qualitätssegment Prime Standard in Frankfurt. Eine Aktie kann gleichzeitig Teil des geregelten Markts und des Prime Standards sein.
Wenn für einen Emittenten mehrere Börsensegmente in Frage kommen, liegt es in seinem Ermessen, an welchem davon er teilnimmt. Die Wahl eines qualitativ höheren Segments ist jeweils mit höherem Aufwand und höheren Kosten verbunden.

## Segmente an deutschen Regionalbörsen

### Regionalbörse Stuttgart
An der Stuttgarter Börse gibt es das EUWAX-Segment (EUropean WArrant eXchange) für den Handel mit Optionsscheinen und Zertifikaten, das Segment Bond-X für Anleihen, das Segment IF-X für Investmentanteile, das Segment Gate-M für Nebenwerte und das Segment 4-X für ausländische Aktien.

### Regionalbörse München
An der Börse München gibt es mit m:access ein spezielles Nebenwerte-Segment, das sowohl auf dem Regulierten Markt als auch auf dem Freiverkehr aufbaut und jeweils zusätzliche Transparenzanforderungen stellt.

### Regionalbörse Düsseldorf
Die Börse Düsseldorf stellt mit dem sogenannten Primärmarkt ein Segment für Aktien, Anleihen und Genussscheine bereit, in dem ebenfalls besondere Transparenzvorschriften gelten. Es basiert nur auf dem Freiverkehr und ist zu unterscheiden von dem wirtschaftswissenschaftlichen Begriff Primärmarkt.

## International
Börsensegmente bestimmten sich international insbesondere durch die unterschiedlichen Voraussetzungen zur Börsenzulassung und Publizität von Aktiengesellschaften.